# 京丹波町立和知小学校
京丹波町立和知小学校（きょうたんばちょうりつ わちしょうがっこう）は、京都府船井郡京丹波町本庄安田にある公立小学校。

## 概要
和知小学校は、由良川右岸の高台に位置する。2001年（平成13年）4月に、和知町立和知第一小学校・和知町立和知第二小学校・和知町立和知第三小学校が統合して開校した。現在地はかつて和知第一小学校があったところ。校区が和知地区の全域を占めるため、登下校バスを運行している。

## 沿革
- 1993年（平成5年）12月 - 学校教育審議会が設置。
- 2000年（平成12年）5月 - 校章と校歌が決定。
- 2001年（平成13年）
  - 3月 - 学校設備完成。
  - 4月 - 開校。
- 2005年（平成17年）10月11日 - 船井郡和知町が同郡2町と合併したのに伴い、京丹波町立和知小学校と改称。

## 通学区域
- 京丹波町[2]
  - 中山、升谷、市場、大倉、篠原、大迫、長瀬、塩谷、上乙見、下乙見、西河内、下粟野、細谷、上粟野、仏主、本庄、坂原、中、角、広瀬、才原、大簾、広野、出野、稲次、安栖里、小畑

卒業生は基本的に京丹波町立和知中学校へ進学する。

## 周辺
- 京丹波町和知支所（旧・和知町役場）
- 和知郵便局
- 国道27号
- 京都府道59号市島和知線
- 道の駅和
- 由良川

## アクセス
- JR山陰本線 和知駅から北へ700m
- 京丹波町営バス才原大簾線・才原線 小屋にて下車

## 通学区域が隣接している学校
- 京丹波町立下山小学校
- 京丹波町立瑞穂小学校
- 福知山市立三和小学校
- 綾部市立東綾小学校
- 綾部市立上林小学校
- 南丹市立美山小学校
- 南丹市立胡麻郷小学校